# Typhlolepta species
Typhlolepta species is een soort in de taxonomische indeling van de platwormen (Platyhelminthes). De worm is tweeslachtig en kan zowel mannelijke als vrouwelijke geslachtscellen produceren. De soort leeft in zeer vochtige omstandigheden. 
De platworm komt uit het geslacht Typhlolepta. Typhlolepta species werd in 1883 beschreven door Graff.